# Körber Process Solutions

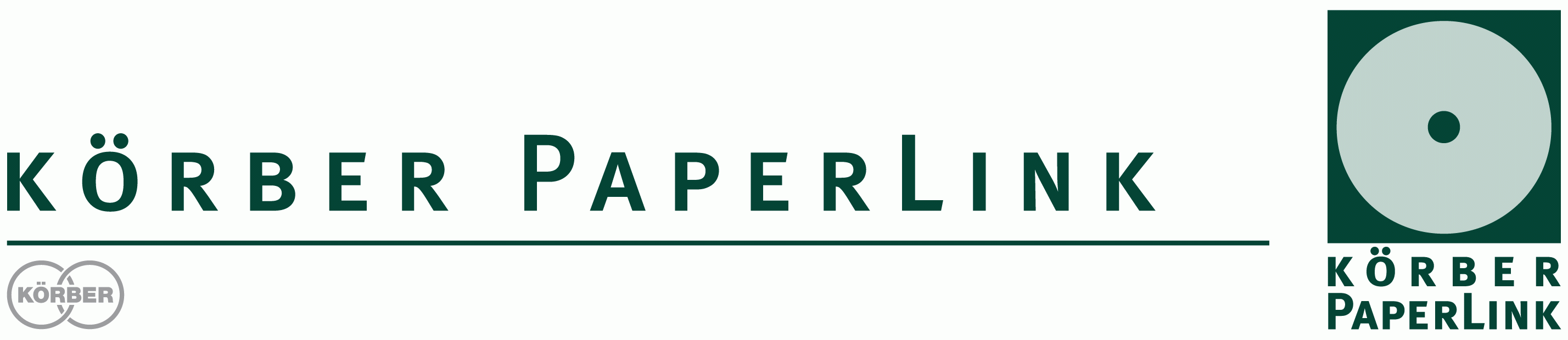
Ehemaliges Logo

Körber Process Solutions ist eine Sparte des internationalen Technologiekonzerns Körber.
Die Körber Process Solutions GmbH ist die Management-Sparte der Holding. Sie unterstützt die Spartenunternehmen und gestaltet den weiteren Geschäftsausbau.

## Sparte

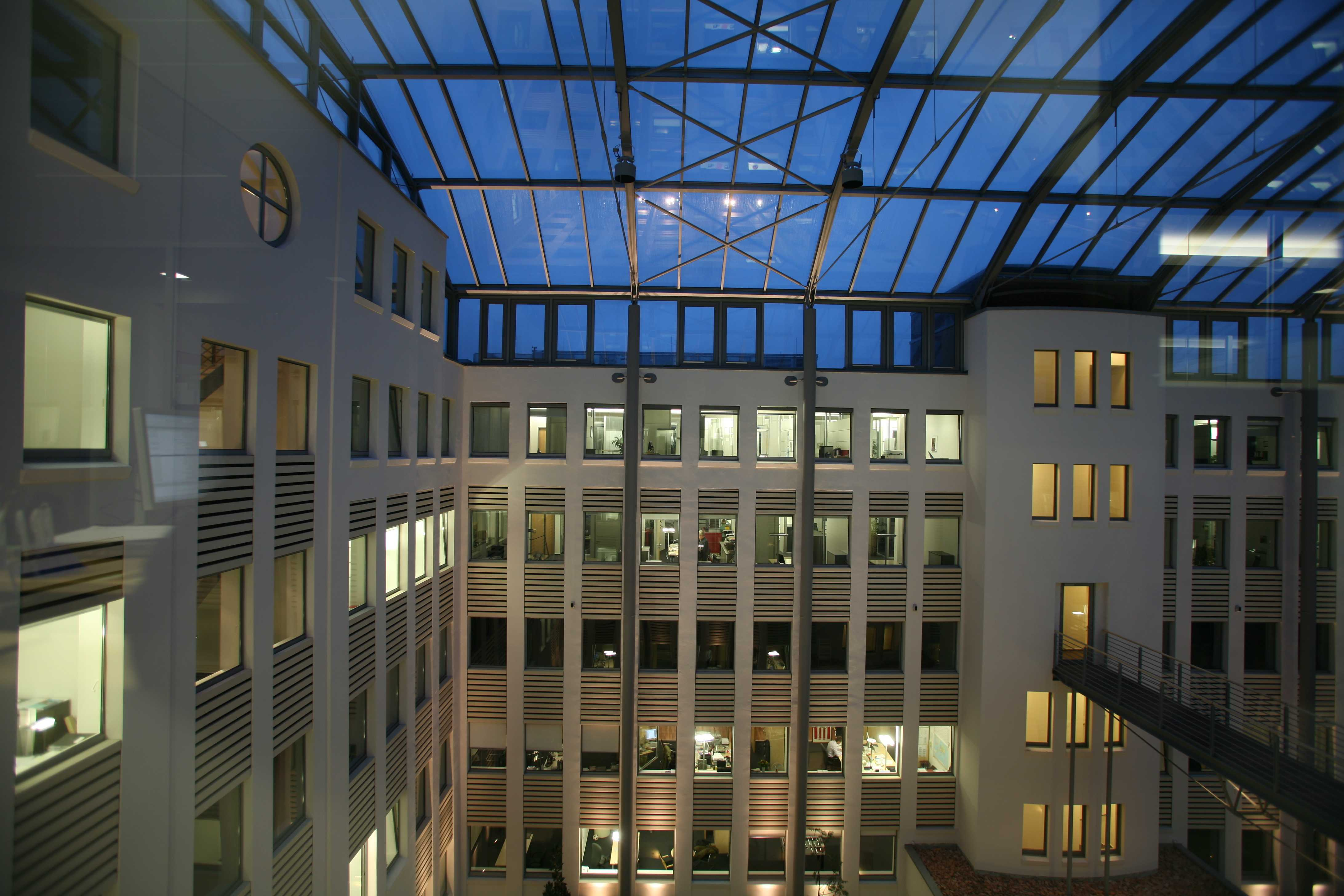
Hauptsitz von Körber Process Solutions in Hamburg

Die Körber Process Solutions GmbH mit Sitz in Hamburg, Deutschland vereinigt unter einem Dach international tätige Unternehmen, die sich auf den Maschinenbau, auf Technologien und Dienstleistungen in den Bereichen Verarbeitung und Verpackung von Tissueprodukten (Business Unit Tissue), Hygieneprodukten (Business Unit Hygiene), Mail Solutions (Business Unit Mail Solutions) sowie Intralogistik (Business Unit Intralogistics) und Elektronikfertigung spezialisiert haben. Diese Unternehmen sind Aberle, Baltic Elektronik, Fabio Perini S.p.A., KPL Packaging, Körber Engineering Shanghai, Winkler+Dünnebier, W+D Direct Marketing Solutions und Langhammer.
Körber Process Solutions als Sparte der Körber-Gruppe ist mit Vertriebs- und Servicegesellschaften in Europa, Nord- und Südamerika sowie Asien vertreten und beschäftigte im Jahr 2011 2.101 Mitarbeiter weltweit. 2011 belief sich der Umsatz auf 453 Millionen Euro.

## Produkte und Dienstleistungen
Das Produktspektrum der Körber Process Solutions Unternehmen umfasst Maschinen, Anlagen und Systeme für Briefhüllen und Versandtaschen, Inserting, Tissueprodukte und Hygieneprodukte sowie Transport- und Palettierlösungen, weitere Automatisierungslösungen für die Intralogistik und Fertigung elektronischer Flachbaugruppen und Geräte im Kundenauftrag.